# Sima Qian
Sima Qian (xinès tradicional: 司馬遷, xinès simplificat: 司马迁, pinyin: Sīmǎ Qiān) (145 aC - 85 aC) va ser probablement l'historiador xinès més influent d'aquest país, amb un paper que alguns han comparat al del grec Heròdot a Occident. En la prosa de la dinastia Han cal destacar els Shiji (Documents històrics, envers l'any 85 aC), de Sima Qian, la primera història general de la Xina. També va ser un astrònom destacat.
Historiador dels dos darrers segles abans de la nostra era, prefecte dels Grans Escribes a la Xina durant la dinastia Han, tot i que les obligacions del càrrec es limitaven a l'astronomia i el calendari (tenien poc poder real), però tenien accés a molta font d'informació dels arxius del palau.

## Biografia
Hi ha diferents versions sobre la data de naixement de Sima Qian. El mateix historiador no designa una data específica en els seus escrits, sinó només el període aproximat i lloc de naixement. Al seu torn, les dades indirectes disponibles sobre aquest tema són contradictòries i vagues, cosa que també dificulta la datació. A l'assaig Bo-Ji, per exemple, s'afirma que Sima Qian va ser nomenat per al càrrec "al tercer any del sisè mes i dia-mao', que correspon al 107 aC, a l'edat de 28 anys -és a dir, que va néixer el 135 aC. D'altra banda, un dels primers comentaristes del Shi Ji, Chang Shou-Chieh, va dir que el 103 aC Sima Qian tenia 42 anys (que, al seu torn, dona la data del 145 aC). Els debats científics s'han centrat principalment en aquestes dues dates, tot i que també s'han presentat altres versions. Cadascun dels punts de vista té els seus arguments: per exemple, a favor del 135, hi ha una de les cartes historiogràfiques, escrita, segons els experts, en el 93 aC o 91 aC, en què s'afirma que Sima Qian, en aquella època, va servir a la cort durant més de 20 anys (i se sap que va servir allà un cert temps després de vint anys). Quant a l'any 145 aC, per exemple, Cheng Jin-Zao ens porta a revelar les paraules de l'historiador, que uneix la seva infància fins al moment de la reubicació del seu pare a la capital, el 140 aC.
Sima Qian va néixer i créixer a Longmen, prop de l'actual Hancheng, a la província de Shaanxi. La seva vocació li venia de família, ja que el seu pare, anomenat Sima Tan, va servir també com a prefecte dels Grans Escribes, historiador de l'emperador Wu de Han i responsable de la supervisió de la biblioteca imperial i del control del calendari.
En la seva formació fins als deu anys, va estudiar amb els mestres confucianistes Kong Anguo (孔安国 / 孔安國) i Dong Zhongshu (董仲舒). Sima Qian va ser molt precoç i ja llegia els antics llibres als deu anys.
Quan tenia vint anys, per recomanació del pare, Sima Tan, va recórrer el país recopilant informació de primera mà que li servís per a un treball sobre la història xinesa dels antics reis Yu i Shun, mitjançant el que seria la seva obra magna Shiji o les Memòries històriques. Durant el seu viatge, possible gràcies a l'estabilitat política de l'Imperi Han, va visitar les actuals províncies de Shandong, Yunnan, Hebei, Jiangsu, Jiangxi i Hunan.
Al seu retorn, va ser nomenat assistent a les expedicions d'inspecció imperials. El 110 aC, a l'edat de 35 anys, Sima Qian va ser enviat a una expedició militar contra els "bàrbars" occidentals, però la notícia de la malaltia mortal del seu pare el va obligar a tornar a la capital. Sima Tan va disposar que el seu fill completés la seva investigació històrica (Shiji). Sima Qian va emprendre la tasca l'any 109 aC. L'any 105 aC, va ser elegit com un dels científics cridats a reformar el calendari. Com a alt funcionari, també va exercir com a assessor de l'emperador.
El 99 aC, Sima Qian es va veure involucrat en l'afer Li Ling, els generals Li Ling (李陵) i Li Guangli (李广利 / 李廣利) havien liderat una campanya per combatre els xiongnu a la frontera nord, però hi van perdre i Li Ling va acabar fet presoner pels xiognu. L'emperador, la cort i l'opinió pública el van considerar traïdor. Sembla que en Sima Qian va voler defensar en Li Ling a la cort, però aquest gest es va considerar una ofensa contra Li Guangli, el cunyat de l'emperador, que també havia estat derrotat pels xiognu, i per aquest motiu l'emperador el va condemnar a mort, però d'acord amb les lleis de l'època, als condemnats se'ls oferia una certa misericòrdia i podien commutar la pena per diners o patint una pena menor: la castració. Per falta de diners, turmentat per la vergonya i el deute relacionat amb el seu pare, Sima Qian va triar la segona opció. També va ser condemnat a presó, on va passar tres anys tancat. En sortir de la presó, va optar per seguir treballant en les seves memòries amb el títol d'eunuc de palau, en contra del que preveia el codi d'honor de l'època, que significava el suïcidi després d'una mutilació d'aquest tipus. D'aquest fet, en va deixar constància escrita en una carta a Ren An:
| « | No em vaig arribar a explicar fins al final i l'emperador no em va entendre bé: es va pensar que jo volia fer quedar malament el general Er Shi i engegar un discurs a favor de Li Ling per acabar donant-li la raó. Malgrat la meva absoluta lleialtat, no vaig ser capaç de fer-me comprendre. Van creure que havia volgut calumniar l'emperador i al final em van lliurar a la justícia. Com que la meva família era pobra, no va tenir prou diners per a pagar el meu rescat, ni els meus parents ni els meus companys no em van ajudar, i de la gent propera a l'emperador no se n'alçà ni una veu que parlés a favor meu. El meu cos no és ni de fusta ni de pedra i em vaig trobar ben sol enfront de l'escamot dels funcionaris de la llei. (...) Fet i fet, un home només mor una vegada. Aquesta mort pot ser tan sòlida com el mont Tai o ser tan lleugera com una ploma de cigne: tot depèn de la urgència amb què la utilitzi. Per damunt de tot, un home ha d'evitar deshonrar els seus avantpassats, en segon lloc, no ha de deshonrar-se a si mateix, no ha d'envilir ni la seva raó ni el seu capteniment, no s'ha de rebaixar mai ni quan parla ni quan ordena. Un home es deshonra quan li cal inclinar-se davant la justícia i encara més es deshonra quan ha de portar roba marcada. Per sota d'aquests, hi ha els qui carreguen amb el cep i amb les cadenes i els qui reben bastonades. Més avall, encara hi ha els qui porten el cap afaitat o bé són emmanillats amb ferros. Més avall encara, cauen aquells a qui se'ls arrenca la pell o se'ls tallen les extremitats. I per sota de tot, hi ha el càstig extrem, el de la castració. | » |

Dels últims anys de la seva vida es coneix ben poca cosa. Ni tan sols se sap exactament la data exacta de la seva mort (pels volts del 85 aC). Alguns investigadors han especulat que ni tan sols va tenir temps de completar la seva obra sobre els "registres històrics", però l'estudi de l'autobiografia de l'historiador posteriorment va negar aquesta versió.

## Principis de la doctrina de Sima Qian
Els principis bàsics que determinen el cercle de la distribució històrica de la vida de la gent, segons Sima Qian, són la sinceritat (zhong), el respecte (jing) i la cultura (wen).
El primer dels principis -és a dir, en termes moderns, el principi del centrisme. Un signe escrit, especificat per la paraula zhong, que és una combinació dels caràcters 'meitat' i 'cor', és a dir, una cosa que ve directament del cor: la sinceritat, la franquesa, la veracitat i altres termes sinònims d'aquest tipus. I l'explicació per al "zhong" no és merament una de les moltes propietats de la persona, sinó també un dels pocs valors, característiques atributives de "Zhen" ('la humanitat') que, de fet, és humà en l'ésser humà, el converteix en una persona. Aquest únic pensament com a atributiu, profunda caracterització de la naturalesa humana és, segons Sima Qian, un dels tres pilars dels principis del poder polític.
El segon d'aquests principis -el jing- és honor, reverència i respecte. Arrelat al culte als avantpassats, el culte als déus (els pares i la generació dels més grans en el seu conjunt), guanya progressivament importància com a principi polític en la formació d'un estat "jing", respectant el governador. Per descomptat, un governant decent, savi i just, complidor de les lleis i guiat per aquestes, i amb capacitat de viure dirigint els seus conciutadans d'una manera constructiva.
Finalment, el tercer dels principis bàsics que, segons Sima Qian, determinen el cercle de la vida històrica del poble, és el principi de la cultura, de la civilització: "wen". Igual que la rectitud i l'honor, la cultura també s'ha d'interpretar no com una de les moltes propietats de la persona, sinó com a expressió directa de la humanitat en la persona, de manera que li pertany només a ella. Però, si bé el respecte o l'amor envers l'altre són una part característica de la naturalesa humana, el "wen" és una cosa que s'adquireix, i és característica de la persona com a ésser social exclusivament. Al mateix temps, l'origen cultural del "wen" és diferent del de les lleis socials. La cultura expandeix els horitzons de la persona i l'omple de nous continguts, i amb el temps l'enriqueix; les lleis, per contra, són reguladores de les activitats culturals, les normes per les quals, en realitat, es dirigeixen les activitats de la persona.
Per tant, el "zhong" (rectitud), "jing" (l'honor) i "wen" (cultura), són considerats per Sima Qian els tres pilars sobre els quals recolzen els mitjans de vida de les persones en tot el cicle de vida de la seva existència històrica. Durant els mateixos processos que formen el cicle, es condiciona l'inevitable canvi dels fonaments històrics de la vida de les persones. És inevitable que s'esdevingui aquest canvi, en la mesura que el poder basat en un dels principis, al final, necessàriament, reneix a conseqüència de la seva transformació en el marc del principi pertinent. Per tant, la rectitud i la sinceritat, "zhong", hipertrofiades com a principi del poder polític i esdevingudes una fi en si mateixes, degeneren inevitablement en el que Sima Qian designa com a salvatgisme. En conseqüència, el poder que busca liderar, basant-se únicament en la rectitud, es vulgui o no, arriba a la situació actual, que condemna la gent a la barbàrie, i al final a la degradació del sistema social, que planteja la necessitat de passar a un ordre diferent, basat en el principi de respecte.
Malgrat aquestes "dificultats", el principi que preval és el "jing". En créixer un dels millors instints de la naturalesa humana, l'instint d'adoració (especialment als pares), la reverència, durant la formació de la societat orgànica, comença a centrar-se en la seva llei d'evolució, el poder del governant. Això s'ha de produir amb raonable mesura. Si la deferència al "jing" es transforma en superstició, en la deïficació de l'altre, és a dir (en paraules modernes), en l'aparició del culte a la personalitat, llavors això provoca l'inici del caos social i condueix urgentment a la transició cap al següent nivell d'ordre social, que emana del principi del "wen": el principi cultural de la civilització.
Però el principi del "wen" és de naturalesa ambivalent. Una adhesió indiscriminada envers aquest, i la seva promoció com a única i correcta norma d'aplicació universal, causen la dominació en la societat, cosa que ja no és veritable cultura, i la seva substitució -formal, però impracticable- per allò que en podríem dir escolàsticament pseudoeducació i pseudociència. En les relacions entre persones, l'exageració cultural de l'origen real condueix a un trencament de les relacions de bon veïnatge natural, les silencia, i de vegades fins i tot les elimina en la senzillesa, la sinceritat, l'abandonament, la calidesa. Hipertrofiada, la civilitat esdevé falsa, vergonyosa, subrogada. Però per sortir d'aquest atzucac, aparentment per tal de salvar la societat humana d'aquesta manca d'autenticitat, res millor, d'acord amb Sima Qian, que tornar a la rectitud. El cicle es tanca.

## Shiji

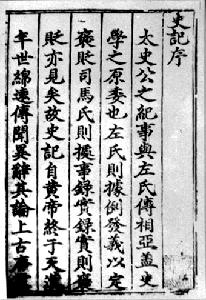
La primera pàgina del Shiji

El Shiji, també conegut com a Memòries històriques, escrit del 109 aC al 91 aC, fou el magnum opus de Sima Qian, en què va relatar la història xinesa des dels temps de l'emperador Groc fins a la seva pròpia època. (L'emperador Groc, tradicionalment situat en el 2600 aC, és el primer governant considerat per Sima Qian com a prou històric per a poder aparèixer en els Registres.)
Tot i el component científic que impregna la metodologia historiogràfica del text de Sima Qian, aquest ha estat objecte de debat entre diferents estudiosos per les influències que va mostrar en escriure el Shiji. La castració que va sofrir i la seva visió crítica de les polítiques expansionistes i el cúmul de supersticions i pràctiques màgiques de què s'envoltava l'emperador, el van portar a fer crítiques encobertes de l'emperador Wu (141 aC – 87 aC). Alhora, també queden reflectides en els texts les implicacions autobiogràfiques com la devoció cap al seu pare, la seva preocupació per la fama personal i la seva identificació amb Confuci. En aquest sentit, la biografia que tenim de Sima Qian prové del mateix Shiji, en el capítol cent trenta de les Memòries històriques i en el nou de la Història dels Han, a més d'algunes altres fonts suplementàries.

## Reforma del calendari
Sima i el seu pare van ser ambdós astròlegs de la cort, els taishi (太史) de l'antiga dinastia Han. En aquell moment, l'astròleg tenia un paper important; era el responsable d'interpretar i predir el curs de govern d'acord amb la influència del Sol, la Lluna i les estrelles, així com de fenòmens com els eclipsis solars o terratrèmols, entre altres fenòmens naturals. Aquesta activitat es basa en la teoria del "mandat celestial".
Abans de compilar el Shiji, l'any 104 aC, Sima Qian va escriure el Taichuli –que es pot traduir com El primer calendari–, una obra basada en el calendari Qin. El Taichuli va ser un dels calendaris més avançats d'aquella època i la seva creació va ser considerada com una revolució pel que fa al calendari xinès tradicional, ja que Qian va afirmar que existeixen 365,25 dies en un any i 29,53 dies en un mes.
El planeta menor 12620 Simaqian s'anomena així en el seu honor.

## Llegat
L'innovador enfocament historiogràfic de Sima Qian és que va més enllà d'una història "cortesana" de caràcter dinàstic. Aquesta forma existia abans que ell i, per descomptat, segueix existint (el Tongshi). La història oficial de la dinastia Han, el Hanshu (汉书 / 漢書), va ser escrita per Ban Gu (班固) al segle i. S'emmarca en el principi dinàstic i persegueix un enfocament més restringit.
Les primeres cròniques del període Han es caracteritzen per un desig dels seus autors de limitar-se a registrar l'esdeveniment, sense donar-li cap tipus d'interpretació. La qüestió de la dependència dels patrons històrics encara no havia sorgit. La causa d'això és, en part, el fet que una anàlisi d'aquest tipus esdevé possible només per l'acumulació d'una certa quantitat d'informació. Sima Qian va ser el primer historiador de la Xina i un dels primers (juntament amb Polibi) al món que va fer un intent de sistematitzar les dades històriques, resumir-les i treure'n algunes conclusions. No obstant això, cal assenyalar que, tot i que les obres de Polibi i Sima Qian són similars, també hi ha característiques que distingeixen significativament les unes de les altres.
Si bé l'obra històrica de Polibi se centra en la generalització d'un període de curta durada de l'existència de diversos països, l'estudi de Sima Qian examina tota la història de la Xina des dels temps mítics fins al segle ii aC, és a dir, un període total no inferior a dos mil anys. El llibre té un total de 130 volums i més de 500.000 caràcters xinesos -una quantitat extremadament gran de treball, que no té comparació ni precedents en la ciència contemporània. El desenvolupament de la historiografia xinesa, de fet, va entrar en una nova fase amb l'arribada de les Memòries històriques. L'interès en la ciència de la història va veure enfortida la seva posició.
Sima adoptà un nou mètode de classificació de les dades històriques i un nou enfocament de l'escriptura d'arxius històrics. Analitzava els registres i els ordenava de manera que poguessin servir en l'elaboració del Shiji. Tenia la intenció d'esbrinar els patrons i els principis del desenvolupament de la història de la humanitat.
Sima va subratllar el paper que tenien les persones en l'evolució històrica de la Xina. Va ser la primera vegada en la història de la Xina que les persones es van posar en el punt de mira de l'anàlisi del desenvolupament històric. També va denunciar l'emperador Han Wudi, que era molt supersticiós, i pregava als déus de manera extravagant. Va tractar de comprendre també la lògica de l'ascens i la caiguda de les dinasties i explicar el principi de l'existència de la Xina.
Quant a la composició d'una obra complexa, el material d'algunes seccions (benji, shijia) es distribueix amb la seqüència cronològica de les altres (zhi) -fet que suggereix un esquema temàtic: seccions de música, cerimònies, calendaris, creences, economia, així com biografies detallades (Liezhuan). Entre aquestes, per exemple, la primera biografia coneguda de Laozi, el llegendari autor del Daodejing. El Shiji era una investigació històrica privada (i no la crònica oficial) i, per tant, més lliure de les pressions del poder, cosa que va permetre a l'autor d'utilitzar un llenguatge més suau i colorit. Per bé que Sima era el prefecte dels grans escribes del govern Han, es va negar a escriure el Shiji com una historiografia oficial que només abastés els personatges d'alt rang. El treball també se centra en la gent de les classes baixes i, per consegüent, és considerat una "veritable memòria" de la part més fosca de la Xina de la dinastia Han.

### Principal
- Folch, Dolors. La construcció de la Xina.: El període formatiu de la civilització xinesa.  Barcelona: Editorial Empúries, 2001. ISBN 978-84-7596-802-5.
- Sima, Qian; Dolors Folch. La fundació de l'Imperi Xinès.  Editorial Empúries, 1991. ISBN 8475962998.

### Articles de referència
- Kroll, Paul W. «Revisió del treball: The Cloudy Mirror: Tension and Conflict in the Writings of Sima Qian (Stephen W. Durrant)» (en anglès). Journal of the American Oriental Society, 117, núm. 2 (Abril – Juny), pàg. 395-397 [Consulta: 25 maig 2013].
- Schaberg, David «Revisió del treball: Worlds of Bronze and Bamboo: Sima Qian's Conquest of History (Grant Hardy)» (en anglès). Harvard Journal of Asiatic Studies (Harvard-Yenching Institute) [Boston], 61, núm. 1 (Juny), 2001, pàg. 249-259 [Consulta: 25 maig 2013].
- Stuurman, Siep «Herodotus and Sima Qian: History and the Anthropological Turn in Ancient Greece and Han China» (en anglès). Journal of World History (Erasmus University Rotterdam) [Rotterdam], 19, núm. 1 (Març), 2008, pàg. 249-259 [Consulta: 25 maig 2013].

### Complementària
- Vassili Kriúkov: Некоторые вопросы перевода и популяризации «Исторических записок» Сыма Цяня. Советское востоковедение, (Alguns dels problemes de la traducció i popularització de les "Notes Històriques" de Sima Qian. Estudis Orientals soviètics), 1957, № 3. pàg. 106-112.
- Nikolai Konrad: Полибий и Сыма Цянь.// Вестник древней истории. (Polibi i Sima Qian. // Revista d'Història Antiga), 1965, № 4. pàg. 3-25
- Vitali Rudin: Как Сыма Цянь изображал период Чунь-цю // Народы Азии и Африки, (Com va retratar Sima Qian el període Chunqiu // Pobles d'Àsia i Àfrica) 1966, № 2. pàg. 76-86.
- Iuri Krol: Интерпретация рассуждения Сыма о «шести школах» как политического трактата.// Письменные памятники и проблемы истории культуры народов Востока. Тезисы докладов IV годичной научной сессии ЛО ИНА. (Interpretació del raonament de Sima sobre les "sis escoles" com a tractat polític. / / Monuments escrits i problemes històrics d'Orient. Resums de la IV sessió científica anual de l'INA), Leningrad, 1968. pàg. 53- 55.
- Iuri Krol Сыма Цянь-историк. (L'historiador Sima Qian). Moscou, 1970. 447 p.
- Iuri Krol Рассуждение Сыма Цяня о «шести школах» // Китай: история, культура и историография. (El raonament de Sima Qian sobre les "sis escoles" // Xina: història, cultura, i historiografia). Nauka, Moscou, 1977. pàg. 131—157.
- Vladimir B. Neumann: Новая трактовка астрономических данных Сыма Цяня. // Двадцать первая научная конференция «Общество и государство в Китае» (Una nova interpretació de les dades astronòmiques de Sima Qian.// Vint-i-unena conferència científica "Societat i Estat a la Xina", 1990. pàg. 48-50.
- Larissa Pomerantseva: Апология Сыма Цяня (письмо Сыма Цяню к Жэнь Аню)// Проблемы восточной филологии. (Apologia de Sima Qian (carta de Sima Qian a Ren Anju)// Qüestions de Filologia Oriental). Moscou, 1979.
- Larissa Pomerantseva:  Диалогическая природа «Жизнеописаний» Сыма Цяня //Теоретические проблемы литератур Дальнего Востока. Ч.2. (Naturalesa dialógica de les "Vides" de Sima Qian// Problemes teòrics de les literatures de l'Extrem Orient, Part 2). Moscou, 1980.
- Rúdolf Viatkin. Художественные аспекты «Исторических записок» Сыма Цяня // XVI Научная конференция «Общество и государство в Китае». (Aspectes artístics dels "Registres històrics" de Sima Qian // XVI Conferència Científica "Societat i Estat a la Xina.") Moscou, 1985. pàg. 182-187.
- Larissa Pomeràntseva: Человек и мир в «Huainanzi» и в «Жизнеописаниях» Сыма Цяня // XVI Научная конференция «Общество и государство в Китае». (L'home i el món al «Huainanzi» i les "Vides" de Sima Qian // XVI Conferència Científica "Societat i Estat a la Xina.") Moscou, 1985. pàg. 180-182.
- Tatiana Nikítina: Некоторые особенности языка Сыма Цяня: Синтаксические конструкции // Востоковедение. 11:Филологические исследования. Отв. ред. Ю. М. Осипов, Б. В. Касевич. Л., (Algunes característiques del llenguatge de Sima Qian: L'estructura sintàctica // Oriental. 11: Estudis psicològics.), 1985. pàg. 42-52.
- Tatiana Nikítina: Особенности языка Сыма Цяня: Новые служебные слова. Сдвиги в значении и употреблении некоторых знаменательных слов //Востоковедение.12. Филологические исследования. Отв. ред. А. А. Долинина, В. А. Гузев. Л. (Ús del llenguatge per part de Sima Qian: noves paraules funcionals. Canvis en el significat i ús de certes paraules importants // Vostokovedenie.12. Investigació filològica.) pàg. 59-69.
- Rúdolf Viaktin: О названии труда Сыма Цяня //Восемнадцатая научная конференция «Общество и государство в Китае» Ч.I. М., (Sobre el nom de l'obra de Sima Qian // Divuitena Conferència "Societat i Estat a la Xina") 1987. pàg. 73-77.
- Larissa Pomeràntseva. Трагическая личность в литературе древнего Китая // Теоретические проблемы литератур Дальнего Востока. Ч.2. М., (La figura tràgica en la literatura de l'antiga Xina // Problemes teòrics de les literatures de l'Extrem Orient. Part 2) 1988.
- Rúdolf Viatkin: О культовом ансамбле Сыма Цяня в Шэньси и о потомках историка // 25-я Научная конференция «Общество и государство в Китае». Ч. I, (Sobre el conjunt icònic de Sima Qian, a Shaanxi, i els descendents de l'historiador // 25a Conferència Científica "La societat i l'Estat a la Xina." Capítol I, Moscou, 1994. pàg. 41-45.
- Iuri Krol: Представление Сыма Цяня о «тайном благодеянии»(инь дэ) // Общество и государство в Китае: XXXIX научная конференция / Институт востоковедения РАН. — (Presentació de Sima Qian de la "bona acció secreta" (yin de) // Societat i l'Estat a la Xina: XXXIX Conferència / Institut d'Estudis Orientals.) - Moscou, 2009. pàg. 226-236.- ISBN 978-5-02-036391-5